# Municipio de La Belle (Misuri)
El municipio de La Belle (en inglés: La Belle Township) es un municipio ubicado en el condado de Lewis en el estado estadounidense de Misuri. En el año 2010 tenía una población de 1607 habitantes y una densidad poblacional de 10,1 personas por km².

## Geografía
El municipio de La Belle se encuentra ubicado en las coordenadas 40°6′5″N 91°52′9″O / 40.10139, -91.86917. Según la Oficina del Censo de los Estados Unidos, el municipio tiene una superficie total de 159.16 km², de la cual 158,63 km² corresponden a tierra firme y (0,34 %) 0,53 km² es agua.

## Demografía
Según el censo de 2010, había 1607 personas residiendo en el municipio de La Belle. La densidad de población era de 10,1 hab./km². De los 1607 habitantes, el municipio de La Belle estaba compuesto por el 95,71 % blancos, el 2,86 % eran afroamericanos, el 0,31 % eran amerindios, el 0,31 % eran de otras razas y el 0,81 % eran de una mezcla de razas. Del total de la población el 1,18 % eran hispanos o latinos de cualquier raza.